# Receptor de cannabinoides
Els receptors de cannabinoides són una classe de receptors de la membrana cel·lular acoblats o associats a proteïnes G. Els receptors de cannabinoides són activats per lligands, que estan compostos de lípids, coneguts col·lectivament com els cannabinoides. La distinció d'aquests lligands es pot fer separant els cannabinoides en dos tipus: cannabinoides endògens (endocannabinoides), que es generen naturalment dins del cos, i cannabinoides exògens, que s'introdueixen en el cos com el cànnabis o un compost sintètic relacionat.
El cos humà posseeix llocs específics d'acoblament per als cannabinoides a la superfície de molts tipus de cèl·lules i el nostre organisme produeix diversos endocannabinoides derivats d'àcids grassos, que s'acoblen a aquests receptors de cannabinoides (CB), activant-los. Junts, receptors CB i endocannabinoides, constitueixen el sistema endocannabinoide.
Fins a la data d'avui, s'han identificat dos tipus de receptors de cannabinoides, els CB1 i els CB2. Es diferencien en el mode de transmetre el senyal i en la seva distribució en els diferents teixits. L'activació dels receptors cannabinoides dona lloc a una inhibició de l'adenil ciclasa, el qual impedeix la conversió de L'ATP a AMP cíclic (AMPc). També s'han observat altres, com per exemple la interacció amb certs canals d'ions. Ambdós, el CB1 i el CB2, pertanyen a l'extensa família de receptors acoblats a una proteïna G (G-proteincoupled receptors, GPCR). Són els més comuns, existint-ne de 1.000 a 2.000 en els vertebrats.
El receptor CB1 s'expressa principalment en el cervell (sistema nerviós central, CNS), però també en els pulmons, el fetge i els ronyons. El receptor CB2 s'expressa principalment en el sistema immunològic i en les cèl·lules hematopoètiques. La creixent evidència suggereix que hi ha nous receptors cannabinoides, és a dir, no-CB 1 i no 2-CB, que estan expressats en les cèl·lules endotelials i en el SNC. El 2007 va ser descrita la unió de diversos cannabinoides als receptor acoblats a proteïnes G (GPCR) en el cervell.
Les seqüències de proteïnes dels receptors CB1 i CB2 són un 44% similars, aproximadament. A més, han estat identificades petites variacions en cada un dels receptors. Els cannabinoides s'uneixen de forma reversible i estèreo-selectivament als receptors de cannabinoides. L'afinitat d'un cannabinoide individual a cada receptor determina l'efecte d'aquest cannabinoide. Els cannabinoides que s'uneixen de manera més selectiva a certs receptors són més convenients per a l'ús mèdic.

## CB1
El receptor cannabinoide de tipus 1 (CB1) es pensa que és el receptor que expressa més àmpliament la proteïna G acoblada als receptors del cervell. Això es deu a l'endocannabinoide que la despolarització i indueix la supressió de la inhibició, una forma molt comuna de plasticitat a curt temps, en la qual la despolarització d'una neurona simple indueix una reducció en la GABA – neurotransmissió mediada-. Els endocanabionides són alliberats des de la neurona despolaritzada unida als receptors CB1 en la neurona presinàptica i causa una reducció en l'alliberació de GABA.
També es poden trobar en altres parts del cos. Per exemple, en el fetge, l'activació del receptor CD1 incrementa de novo la lipogènesi. L'activació presinàptica dels receptors CD1 inhibeix també la inervació simpàtica dels vasos sanguinis i contribueix a la supressió de la resposta neurogènica del vasopressor al xoc sèptic.
Un estudi realitzat en els CB1 dels ratolins knock out va mostrar un increment de la taxa de mortalitat. També mostren l'activitat locomotora suprimida així com hipoalgèsia (disminució de la sensibilitat). La CB1 del ratolí knock out va respondre delta 9 –tetrahidrocanabinol. Això mostra que tant el CB2 o els receptors canabinoides desconeguts també tenen significança farmacològica.

## CB2
Els receptors CB2 estan principalment expressats a les cèl·lules T del sistema immunitari, als macròfags i a les cèl·lules B i a les cèl·lules hematopoiètiques. També tenen funció en els queratinòsids i estan expressades als embrions preimplantats al ratolí. També està expressat als terminals dels nervis perifèrics. Recerques recents suggereixen que aquests receptors tenen un paper en la nocicepció, o la percepció del dolor. Al cervell estan bàsicament expressades per les cèl·lules microglials, a on el seu paper roman indeterminat.

## Altres receptors cannabinoides

Vista de l'hipocamp en 3D (vermell)

L'existència de receptors cannabionides addicionals s'ha sospitat durant molt de temps que era deguda a l'acció de compostos com per exemple el cannabidiol anormal, el qual produeix cannabinoids, com són els efectes a la pressió sanguínia i a la inflamació. La recent recerca biomolecular ha suggerit que el receptor orfe GPR55 hauria de ser caracteritzat com un receptor cannabinoide a les bases de la seqüència homòloga a la part d'unió. Estudis posteriors mostraren que el GPR55 realement responia als lligands cannabinoids. Aquest perfil no distingit com un receptor CB1/CB2 que respon a una varietat tant de lligants endocannabionides com exocannabionides, ha portat alguns grups a suggerir que el GPR55 hauria de ser categoritzat com un receptor CB3, i aquesta reclassificació podria seguir en el temps. No obstant, això és complicat pel fet que un altre receptor cannabinoide ha estat descobert a l'hipocamp, tot i que el seu gen encara no ha estat clonat, suggerint que almenys deu haver dos receptors cannabinoides més per ser descoberts, en addició als dos que ja estan descoberts. El GPR119 ha estat suggerit com un quart possible receptor cannabinoide.

## Senyalització
Els receptors cannabionides són activats pels cannabionids, generats de manera natural a l'interior del cos (endocanabionides) o introduïts al cos com cànnabis o com un compost sintètic relacionat.
Després que el receptor s'uneix, múltiples camins intracel·lulars de senyals transduccionals són activats. En un primer moment es creia que els receptors cannabinoides majoritàriament inhibien l'enzim adenilat ciclasa (a més de la producció d'un segon missatger molecular AMP cíclic), i positivament influenciats pels canals interiors rectificadors de potassi. No obstant això, una imatge molt més complexa ha aparegut en diferents tipus de cèl·lules, implicant altres canals d'ions potassi, canals d'ions calci, proteïna-cinasa A i proteïna-cinasa C, raf-1, ERK, JNK, p38, c-fos, c-jun i altres.
La separació entre els efectes psicotròpics indesitjables terapèutics, i els efectes clínics desitjables no obstant, no han estat informats amb agonistes que s'uneixen a receptors cannabinoides. El tetrahidrocannabinol'''''' així com els dos majors components endògens identificats fa molt de temps que s'uneixen als receptros cannabinoides- anandamida i 2-araquidonilglicerol (2-AG)- produeix la majoria dels seus efectes a través de la seva unió amb els receptors cannabinoides CB1 i CB2. Mentre els efectes mediats pel CB1, majoritàriament al sistema nerviós central, han estat investigats profundament, aquells mediats per CB2 no han estat igualment definits.

## Psicologia

Δ⁹-tetrahydrocannabinol (THC)

### Activitat gastrointestinal
La inhibició de l'activitat gastrointestinal ha estat observada després de l'administració de ∆9-THC, o de l'anandamida. Un altre informe no obstant suggereix que la inhibició de la motilitat intestinal pot tenir també un CB2.

### Activitat cardiovascular
Els cannabinoids són també coneguts per la seva activitat cardiovascular. L'activitat perifèrica dels receptors CB1 contribueix a l'hemorràgia i l'endotoxina induïda per la hipotensió. L'anandamida i el 2-AG, produïts per macròfags i plaquetes respectivament, pot mediar aquest efecte.
La hipotensió a les rates hemorràgiques va ser previnguda pel CB1 antagonista SR 141716A. Recentment el mateix grup va trobar que l'anandamida -que indueix la vasodilatació mesentèrica que és mediada per un endoteli localitzat en el SR 141716A- té afinitat pel receptor anandamida, distint del receptor cannabinoid CB1, i que l'activació de tal receptor per un endocannabinoide, possiblement l'anandamida, contribueix a l'endotoxina (indueix la vasodilatació mesentèrica in vivo). El molt potent sintètic cannabinoide HU-210, així com el 2-AG, no té cap activitat mesentèrica vasodilatadora.
A més a més, es va mostrar que la vasodilatació mesentèrica per l'anandamida aparentment té dos components: un mediat pel SR 141716 i un altre per un SR 141716A.

### Dolor
L'anandamida atenua la fase primerenca o tardana del comportament del dolor produït pel formaldehid – induït pel dany químic. Aquest efecte és produït per una interacció amb els receptors DB1, localitzats als extrems perifèrics de les neurones sensorials involucrades en la transmissió del dolor.
La palmitiletanolamida, la qual com l'anandamida es presenta en la pell, també exhibeix activitat perifèrica antinociceptiva durant la fase tardana del comportament del dolor. La palmitiletanolamida, no obstant, no s'uneix ni al CB1 ni al CB2. La seva activitat energètica és bloquejada pel CB2 específic antagonista SR 144528, i no pel CB1 específic antagonista SR141716A (rimonabant).
En experiments amb ratolins un compost químic anomenat JZL184 que inhibeix l'enzim MAGL a partir de la degradació d'un analgèsic enndocanabinoide anomenat 2-anraquinodilglicerol (AG). Aquest enzim incrementa la concentració de AG al cervell i a més indueix l'analgèsia.

### Os
El sisteman endocannabinoide a través de la senyalització CB2 té un paper clau en el manteniment de la massa òssia. El CB2 s'expressa en els osteoblasts, osteòcits, i en osteoclasts. Els agonistes CB2 milloren el nombre i l'activitat endocortical d'osteoblasts i restringeixen l'osteoclastogènesi trabecular. Un altre efecte important és que l'agonista CB2 atenua l'ovariectomia. Aquests descobriments suggereixen que els CB2 ofereixen una diana molecular potencial pel diagnòstic i tractament de l'osteoporosi.

## Tractaments cannabinoides

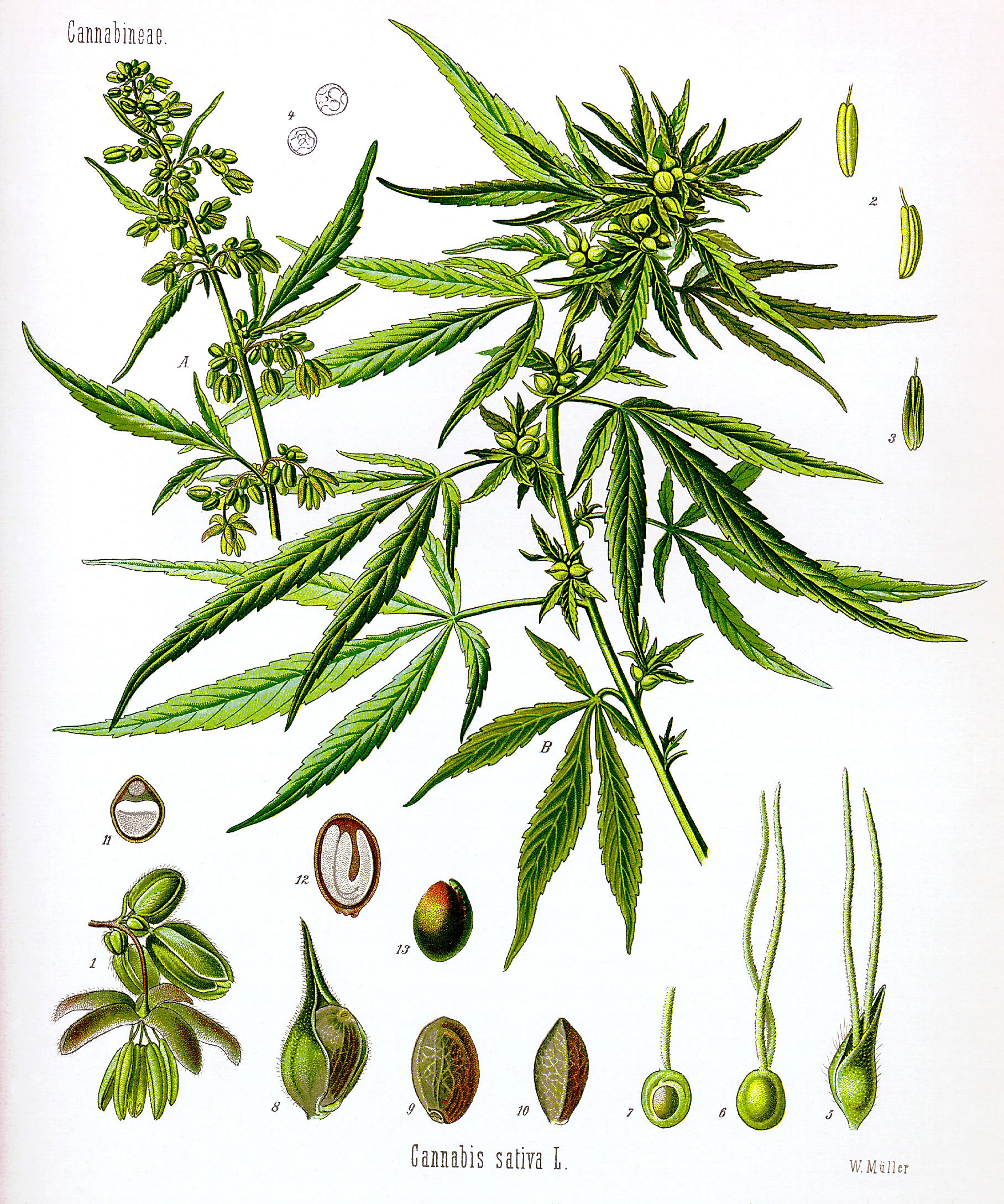
Cannabis sativa, il·lustració científica de l'any 1900

Les preparacions de Cannabis sativa han estat conegudes com a agents terapèutics durant anys. El constituent natiu actiu, Tetrahidrocannabinol (Δ9-THC), va ser trobat que era el principal mediador dels efectes del cànnabis. El sintètic Δ9-THC es prescriu avui sota el nom de Dronabinol, per a tractar els vòmits i per a la millora de la gana, sobretot en pacients amb SIDA.
Alguns cannabinoides sintètics s'ha mostrat que s'uneixen al receptor CB2 amb una més alta afinitat que al receptor CB1. La majoria d'aquests composts exhibeixen selectivitat només modesta. Un dels compostos descrits, un clàssic cannabinoide de tipus tetrahidrocannabinol, L-759' 656, en el qual el grup fenòlic està bloquejat pel metil èter, té una relació vinculant CB1/CB2> 1000. La farmacologia d'aquests agonistes encara ha de ser descrita.
Certs tumors, especialment els gliomes, expressen els receptors CB2. Guzman i els companys de feina han mostrat que el Δ9-tetrahidrocannabinol i el WIN-55,212-2, dos cannabinoids no selectius agonistes, indueixen la regressió o l'erradicació dels tumors cerebrals malignes en rates i ratolins. Els CB2 agonistes selectius són efectius en el tractament del dolor, diverses malalties inflamatòries en diferents models d'animals, osteoporosi i ateroesclerosi. Els CB1 antagonistes selectius són utilitzats per a la reducció de pes i el cessament del fumar. L'activació del CB1 aporta neuroprotecció després de la lesió del cervell.
Diversos estudis han inclòs també que alguns cannabinoides podrien tenir l'habilitat de prevenir la malaltia de l'Alzheimer.

## Imatges per RMN
La imatge de la proteïna va ser creada utilitzant ressonància magnètica nuclear per a determinar l'estructura 3D. La imatge representa el quart bucle citoplasmàtic del receptor cannabinoide CB1.